# 藤田宗克
藤田 宗克（ふじた むねよし）は、日本の男性アニメーター、キャラクターデザイナー。アニメーション制作会社のういん堂所属。
キャラクターデザインの代表作は、『つるピカハゲ丸くん』『おぼっちゃまくん』。
アニメーション監督のやすみ哲夫、大地丙太郎等と仕事を共にする事が多い。

## 主な担当作品

### テレビアニメ
- つるピカハゲ丸くん （1988年、キャラクターデザイン）
- おぼっちゃまくん （1989年-1992年、キャラクターデザイン・作画監督）
- 赤ずきんチャチャ （1994年-1995年、作画監督・原画）[1]
- 名探偵コナン （1996年-、原画）
- こちら葛飾区亀有公園前派出所（1996年-2004年、原画）
- はれときどきぶた（1997年-1998年、作画監督）
- ポケットモンスター （1997年-2002年、作画監督・原画）
- ニャニがニャンだーニャンダーかめん（2000年-2001年、作画監督）
- ドキドキ♡伝説 魔法陣グルグル（2000年、原画）
- 星のカービィ（2001年-2003年、原画）
- アソボット戦記五九 （2002年-2003年、原画）

### 劇場アニメ
- それいけ!アンパンマン 勇気の花がひらくとき （1999年、原画）